# Sintula
Sintula is een geslacht van spinnen uit de familie hangmatspinnen (Linyphiidae).

## Soorten
De volgende soorten zijn bij het geslacht ingedeeld:
- Sintula affinioides (Kolosváry, 1934)
- Sintula corniger (Blackwall, 1856)
- Sintula cretaensis (Wunderlich, 1995)
- Sintula criodes (Thorell, 1875)
- Sintula cristatus (Wunderlich, 1995)
- Sintula diceros (Simon, 1926)
- Sintula furcifer (Simon, 1911)
- Sintula iberica (Bosmans, 2010)
- Sintula orientalis (Bosmans, 1991)
- Sintula oseticus (Tanasevitch, 1990)
- Sintula pecten (Wunderlich, 2011)
- Sintula penicilliger (Simon, 1884)
- Sintula pseudocorniger (Bosmans, 1991)
- Sintula retroversus (O. P.-Cambridge, 1875)
- Sintula roeweri (Kratochvíl, 1935)
- Sintula spiniger (Balogh, 1935)
- Sintula subterminalis (Bosmans, 1991)